# Gölbaşı, Ankara

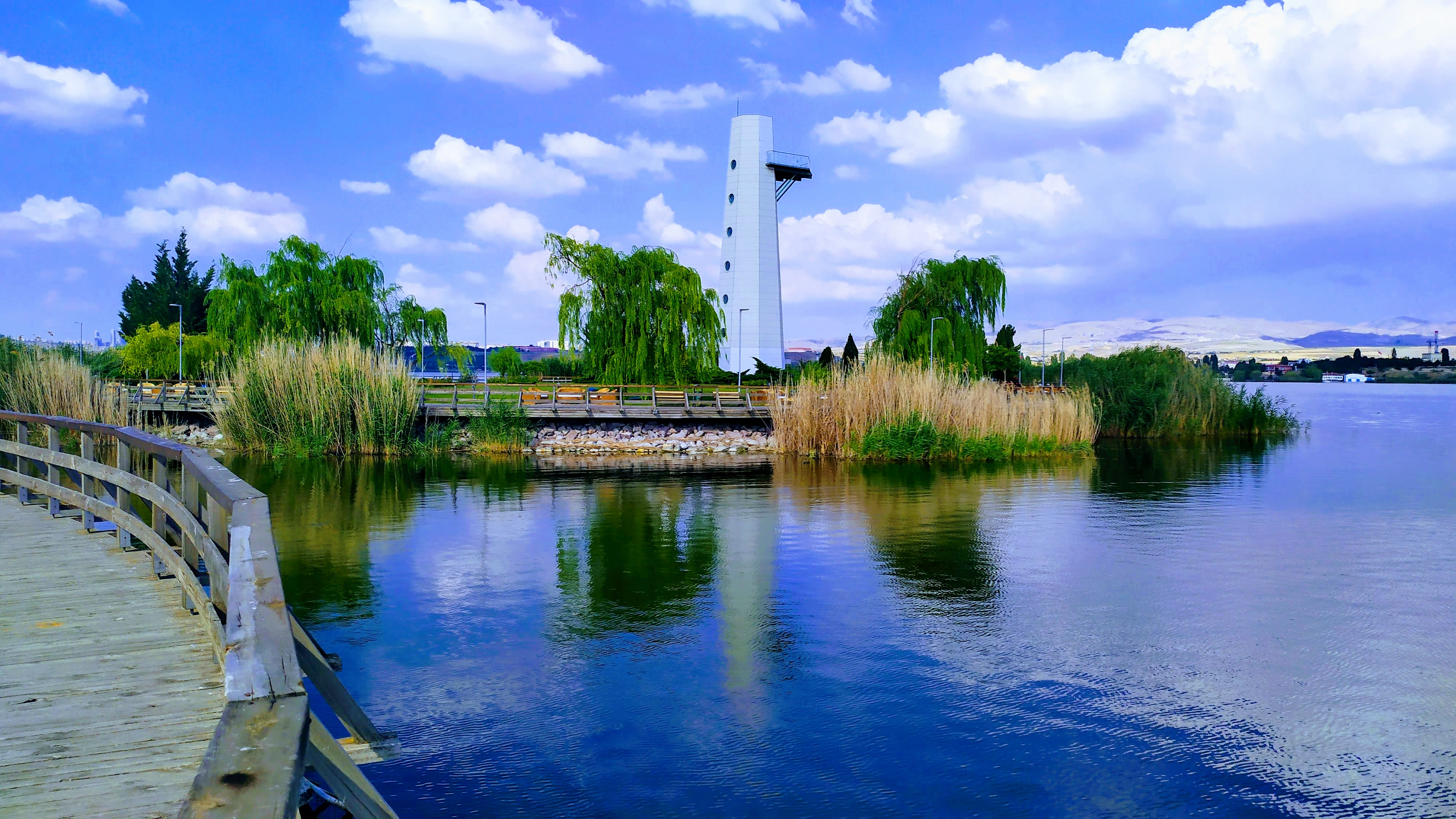
Lago Mogán

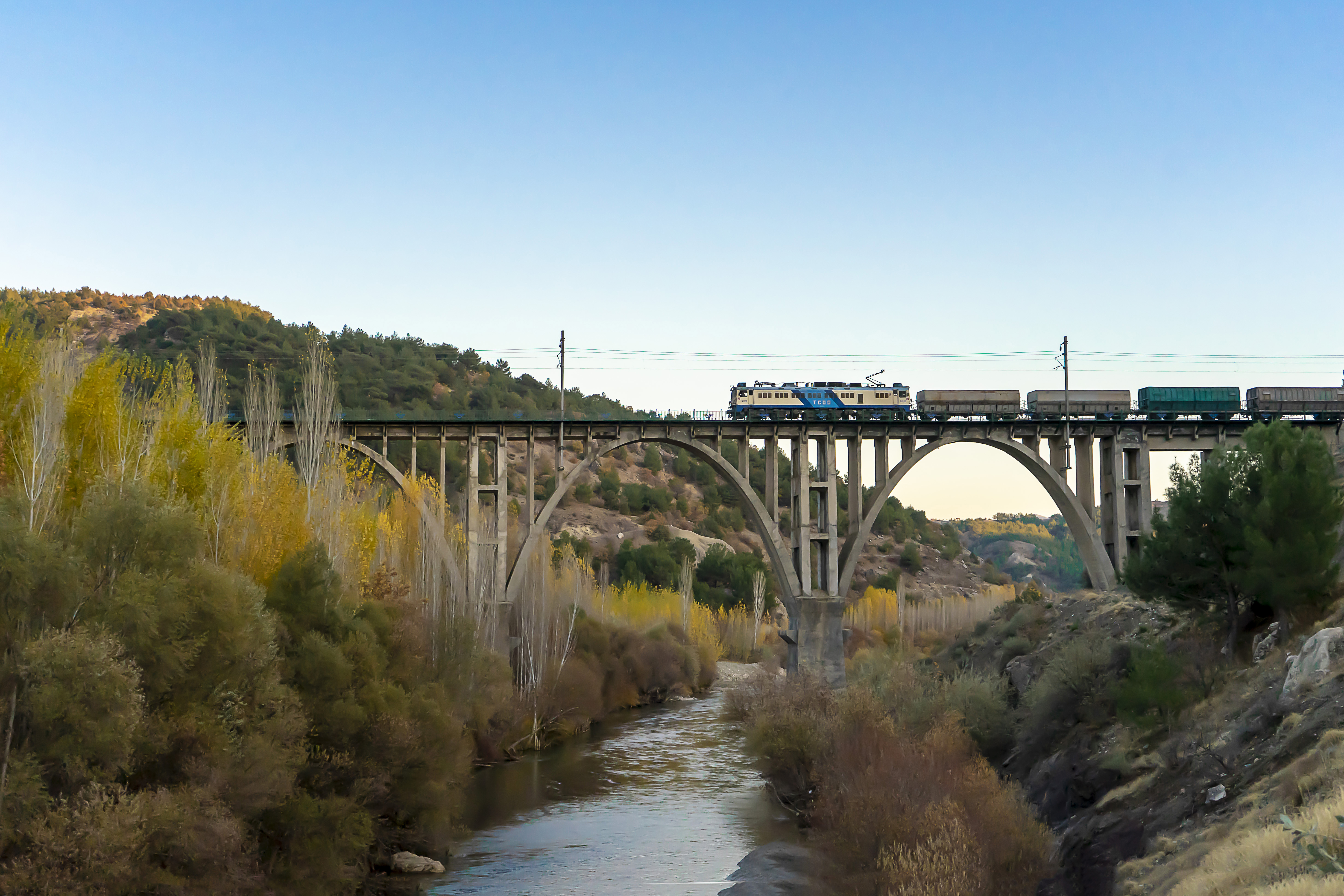
Un tren y un puente en Gölbaşı

Gölbaşı es una ciudad y distrito de la provincia de Ankara en la región de Anatolia Central de Turquía, 20 km (12 mi) sur de la ciudad de Ankara. Según un censo de 2010, la población del distrito es de 95.109 habitantes, de los cuales 93.852 viven en la ciudad de Gölbaşı. El distrito cubre un área de 738 km² (285 mi²)  , y la elevación promedio es 970 m (3182 pies) . El distrito incluye los lagos Mogan y Eymir .
Aunque los lagos están contaminados e infestados de mosquitos, las áreas de pícnic y los restaurantes junto al lago de Gölbaşı sirven como refugio popular de la ciudad para la gente de Ankara. Varios departamentos gubernamentales tienen alojamiento aquí, y la ciudad se está uniendo lenta pero seguramente a la ciudad a medida que desaparece el espacio verde entre los dos. Türk Telekom tiene su control terrestre satelital en el área.

## Historia
La investigación arqueológica en el área ha revelado la ocupación desde el año 3000 a. C. por una sucesión de civilizaciones que incluyen la Edad del Bronce Temprano, los hititas, los frigios, los romanos y los bizantinos . Los sitios excavados incluyen Selametli, Tuluntaş, Tuluntaş-Ortaçayır, Kızılcaşar-Gökçepınar, Karagedik, Bacılar, Bezirhane Kültepe, Bezirhane-Kepenekçi e İncek-Harmantepe.
El área ha estado ocupada durante mucho tiempo por los turcos, y fue aquí donde Timur escondió a sus elefantes en el bosque antes de la Batalla de Angora .

## Demografía
La población de la ciudad de Gölbaşı está creciendo muy rápido. Las principales razones son, una alta tasa de crecimiento natural, la migración desde las zonas rurales (éxodo rural) y la inmigración desde la ciudad de Ankara .

## Divisiones administrativas

### Barrios
- Ahiboz
- Ballıkpınar
- Bezirhane
- Çayırlı
- Dikilitaş
- Gökçehüyük
- İkizce
- İncek
- Karaali
- Karagedik
- Kızılcaşar
- Oğulbey
- Oyaca
- Selametli
- Tepeyurt
- Topaklı
- Yağlıpınar
- Yaylabağ

### Pueblos
- Altınçanak
- Celtek
- Çimşit
- emirler
- Golbek
- Günalan
- Hacıhasan
- Hacımuratlı
- Hallaçlı
- Karacaören
- Karaoğlán
- Kırıklı
- Koparan
- mahmatli
- Orencik
- Soğulcak
- Subaşı
- Taşpinar
- Tulumtas
- Velihimmetli
- Yavručak
- yurtbeyi